# Josefiterorden

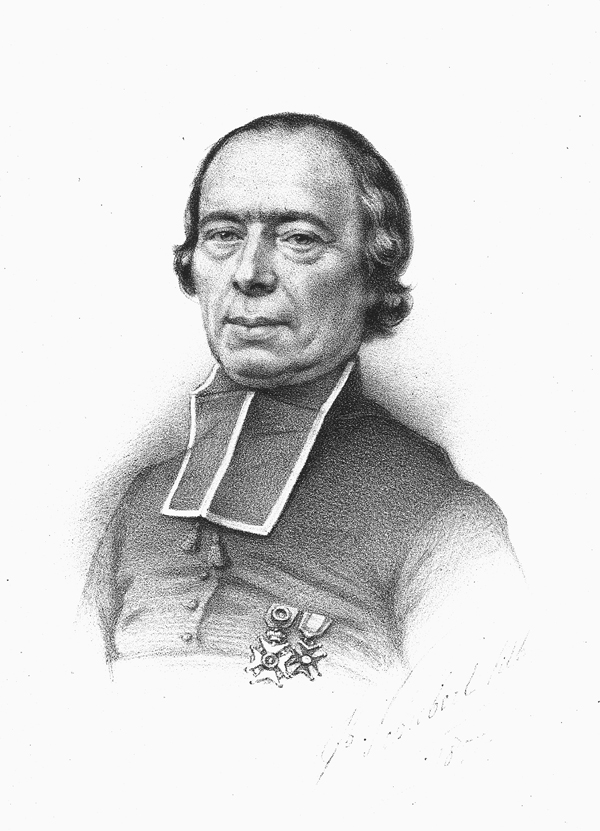
Constant Van Crombrugghe, grundare av Josefiterorden

Josefiterorden (latin: Institutum Josephitarum Gerartimontensium, eller Congregatio Josephitarum) är en katolsk belgisk orden, som också är känd som "Josefiterna från Geraardsbergen". Den grundades 1817 i Geraardsbergen i Belgien av kaniken Constant Van Crombrugghe (1789–1865). Ordens huvudverksamhet är att hjälpa och utbilda unga människor samt att bedriva missionsverksamhet. 

## Historik
Constant Van Crombrugghe ledde från 1817 den första församlingen och utfärdade 1818 den första ordensregeln för en religiös lekmannagemenskap.
Den erkändes som "orden med biskopliga rättigheter" 1830 av biskopen av Gent Jan-Frans van de Velde (1779–1838). Under de första åren var den en lekmannaorganisation och utvecklades till en organisation för utbildning av borgerliga ynglingar. År 1835 öppnade det nya  Katolska universitetet i Louvain och på uppdrag av kardinal Engelbert Sterckx (1792–1867) övertog orden undervisningsansvaret för det anknutna Heliga Trefaldighetsinstitutet. År 1837 utsågs Sankt Josef som skyddspatron och namngivare för institutet.
Biskop Lodewijk-Jozef Delebecque godkände 1842 de nya ordensreglerna. Den 26 september 1863 fick orden av påve Pius IX ett "Decretum laudis", varmed orden fick status som "orden med påvliga rättigheter". År 1897 omorganiserades orden till en prästerskapsinstitution och 1901 godkändes den av påven Leo XIII.

## Organisation
Josefiterna har sitt högkvarter i Geraardsbergen i Belgien.
Orden driver gymnasier i USA och i Storbritannien samt har verksamhet i Mwekas romersk-katolska biskopsdöme samt i Kinshasa i Demokratiska republiken Kongo. Den har också missionsstationer i Kamerun.

## Systerkongregation
Kongregationen Maria och Josefs döttrar är en systerorden till Josefiterna, vilken grundades 1838 i Alost, också av  Constant Van Crombrugghe.

## Weblinks
- Josefiterordens webbplats